# فيريير سوفيبوف
فيريير سوفيبوف (بالفرنسية: Ferrières Sauveboeuf)‏ (1814-1762 م). دبلوماسي ورحالة فرنسي.

## السيرة
هو الابن الرابع لفرانسوا دي فيريير سوفيبوف، كونت فيريير سوفيبوف ومارجرجريت دي شاستينياك دي لا جويوني.
ولد في بلدة نوناردس بإقليم كوريز في 5 يونيو/حزيران 1762م. كان ضابطا حيث تم تجنيده للقيام بمهام سرية في منطقة الشرق الأوسط وبإشراف من قبل وزارة تشارلز غرافييه، كونت دي فيرجين خلال عهد الإرهاب والعنف التي شهدتها فرنسا بين (ديسمبر 1793-يوليو 1794)، عمل مستشارا في السجن نياية عن لجنة الأمن العام الفرنسية. دخل السجن عدة مرات، وقد تزوج وهو في السجن من (ماري بينيني جينيفيف يموند دي مونتمورت)

## دبلوماسي ومغامر
سافر في مهمة خاصة إلى الشرق الأوسط حيث زار خلالها الدولة العثمانية وخاصة تركيا، اللاذقية في سوريا، ثم انطلق منها إلى أصفهان في بلاد فارس وصلها في (5 مايو 1784) حيث سجل ملاحظاته عن الحروب التي شاهدها خلال زيارته هذه.
فيما بعد كان قد كتب مدعيا انه قد استقيظ على مشاعر الحرية التي عرفها من رجل التتار الحر، الذي لايقوده احد. كان سيرافق اغا محمد في حملاته الحربية، لكنه بحث قبل كل شيء، الأمر: بإقناع الشاه لتحويل القوافل التجارية القادمة من القوقاز إلى القسطنطينية، كما كانت عليه طرق التجارة القديمة.بعدها عبر بغداد إلى آسيا الصغرى ووصل إلى القسطنطينية، فنشاجر مع السفير ماري جابريل فلورينت أوغست دي شوازل جوفييه، فعاد إلى فرنسا. في فرساي قد اثار فضول (شوازول جوفييه) الذي اقنع ة لوزير الجديد مونتمورين بتوجيه توبيخ لسفيره. أصبح مرة اخر مسؤولا عن الرسائل الوزارية، انطلق إلى القسطنطينية في 17 مايو 1788م، لغرض أساسي هو تسوية الشؤون الخاصة، حيث ان الامر يتعلق بتهريب مبيعات الأسلحة الفرنسية إلى تركيا. وبعد ان انجز مهمته الرسمية تم فصله من قبل (ماري جبرايل فلورنت اوغست دي شوازل جوفير) بسب تدخله في العلاقات الدبلوماسية الفرنسية التركية. عاد إلى فرنسا عبر البلقان متنكرا في زي تركي، ولكن تم اعتقاله قرب الجبهة النمسوية التركية، للاشتباه بقيامه بالتجسس بين نيس وبلغراد. اعيد مكبلا بالقيود إلى معسكر الصدر الأعظم حيث تم أسره ووضعه مع الجنود والضباط والمجرمين وكان معهم في نفس السجن، وقد اقتيد معهم إلى القسطنطينية، ولكن بعد بضعة أسابيع أطلق سراحه. وصل إلى طولون في منتصف أكتوبر 1788م، وقد سبقته شهرته حول انه خطير وبحقه (خطاب مختوم lettre de cachet) فنقل إلى موقع الحجر في لازاريتو ثم إلى قلعة (شاتو ديف chateau ďif). أطلق سراحه بعد بضعة أشهر، وذهب إلى باريس حيث وصلها في 20 مايو 1789م. وفي يناير من عام 1790 م، بدأ بطباعة مذكرات رحلاته. بعدها أعتقل من 1804-1811م، وأحتجز في فورت جو، وعندما أطلق سراحه ذهب إلى أراضيه، وبعدها تم اغتياله لأسباب غير معروفة.

## وفاته
قتل الكومت لويس فرانسوا دي فيريير سوفيبوف في بلدة مونتمور بإقليم سون ولوار في 18 فبراير/شباط 1814م.

## أعماله
له العديد من الكتب والمقالات المطبوعة منها:
- رحلات الكومت فيريير سوفيبوف إل تركيا وبلاد فارس وبلا العرب، مذكرات تاريخية وسياسية وجغرافية (تاريخ الرحلة 1782-1789). باريس 1790،[2]
- إلى المواطن نابليون بونابرت، القنصل الأول للجمهورية، التوقيع فيريير سوفيبوف (1801).[3]
- إلى المواطنين والقضاة والمحلفين في المحكمة الثورية.بقلم: فيريير سوفيبوف (1793).[4]